# Епопея

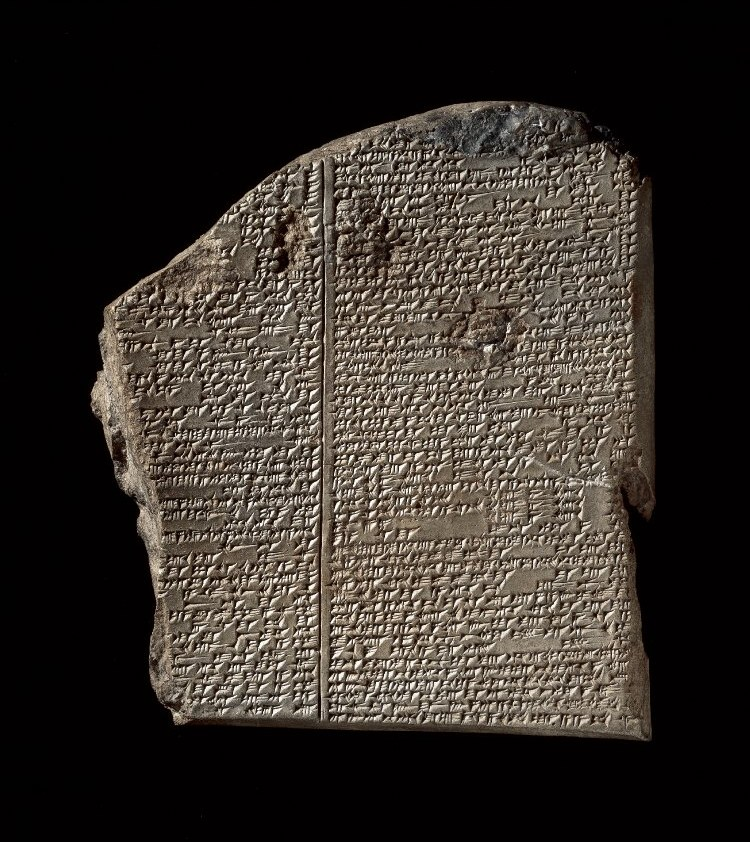
«Цегляна таблиця» (11-та табиця) Епоса про Гільгамеша Аккадійською мовою.

Епопе́я (грец. epopoiia, від epos — слово, розповідь та poiea — творити) — один із епічних жанрів, який домінував аж до появи роману.
Епопея бере початок у міфології та усній народній творчості. Епопеєю в Стародавній Греції називали героїчний епос у вигляді циклів народних сказань, пісень і легенд, котрі оповідали про найвизначніші історичні події, легендарних та історичних осіб, оцінюючи їх з погляду народного значення, виражаючи народні уявлення про зіткнення сил природи, племен і народів. На основі колективних народних епопей виникли епопеї авторські — «Іліада» та «Одісея» Гомера, «Енеїда» Вергілія, «Витязь у тигровій шкурі» Ш. Руставелі та інші.
Для епопеї гомерівської характерний паралелізм сюжетних площин: світ богів і світ героїв (котрі нерідко мали олімпійське походження), гомерівське порівняння (в якому другий його член розширюється до самостійного образу чи епізоду). Особливу роль у стародавній епопеї відігравав розповідач — всезнаючий та об'єктивний.
У середньовіччі з'явилися різновиди епопеї як лицарської, так і народної («Беовульф», «Старша Едда», «Пісня про Нібелунгів»). Відродження дало «Шаленого Роланда» Л. Аріосто та «Визволений Єрусалим» Т. Тассо, Просвітництво — «Генріаду» Вольтера. З 18 століття епопею витіснив роман. Поступово епопеєю стали називати великі і складні епічні твори (романи, цикли романів). Вони з'явилися у другій половині 19 століття.

## У художній літературі
Український роман-епопею представляють Михайло Стельмах («На нашій землі», «Великі перелоги», «Кров людська — не водиця», «Велика рідня»), Улас Самчук («Волинь», «Ост», «Темнота», «Втеча від себе») та інші. Епопеєю називають обсягову поему («Україна» Пантелеймона Куліша, «Попіл імперій» Юрія Клена та інші).

## Історія
«Епос про Гільгамеша» — це перша записана епічна поема, яка дала безліч розповідних тропів, які заклали основу всієї західної гілки жанру. Старий Завіт запозичує багато тем з епопеї про Гільгамеша, до них належать: епічна історія про повені, рослина, яка дарує безсмертя, саботоване змієм. Епопея про подібність Гільгамеша та Нового Завіту включає історію смерті Ісуса і воскресіння Ісуса та Гільгамеша. Деякі антропологи ідентифікують Ісуса як втілення того ж міфічного архетипу.
Так само, як Епос про Гільгамеша був основою для Юдеохристиянської  релігії, багато інших дохристиянських епічних міфів та релігій, включають Будду, Крішну, Одіссея, Ра, Ромула, Діоніса, Гора, Осіріса,  Персея, Мітра; Біблія аналогічно поширила свій вплив на існуючу епічну літературу, таку як Артурійські міфи. Так як твір існує в сучасному часі, Легенда про короля Артура тлумачилася так, що вона була змальовувала життя Ісуса, однак це було не завжди так.
Артурійська література спочатку базувалася на дохристиянському, кельтському фольклорі і, можливо, ґрунтувалася на британському воїні V-VI ст., який стримував вторгнення Саксів. Під час ранньої християнізації Великої Британії,церква терпіла нових завойовників, дотримуючись їх старих, язичницьких традицій. Однак, церква у Великій Британії почала зростати у силі, в Європі відбуваються такі події,як  "Хрестові походи", що надихнули авторів переробити традиційні легенди з християнськими підтекстами. Наприклад, французький автор Роберт де Борон переклав легенду французькою мовою в 1155 р., Він задумав знакові доповнення до історії, такі як Меч у камені,  розширив ідею і таємницю навколо круглого столу, де Артур мав 12 лицарів так само, як Ісус дванадцять учнів.

## Сучасність
Конкретні ешелони поп-культури випливають із різноманітних епічних розповідних тропів, що може перешкоджати таким жанрам, як героїчна фантазія, меч та чаклунство, космічна опера, фантастичні пригоди, епічне фентезі та політичне фентезі; і так само, як Епос про Гільгамеша вплинув на Юдеохристиянську релігію, так само Юдеохристиянська релігія вплинула на артурійські міфи. Наприклад, роман «Дюна» Френка Герберта надихнув на трилогію «Зоряні війни».

## Жанри
Існує багато жанрів епосу (винятково з епічної поезії): епічне фентезі описує твори фантазії, як наприклад, "Володар перснів" Дж. Р. Р. Толкіна. Епічне фентезі було описане як таке, що містить три елементи: воно повинно бути трилогією або навіть  довше, його часовий проміжок повинен охоплювати роки чи більше, і він повинен містити велику попередню історію чи встановлений Всесвіт, в якій відбувається історія.  Епічне фентезі не обмежується західною традицією: наприклад, арабська епічна література включає "Тисячу й одну ніч"; а  індійська епічна поезія включає "Рамаяну" та "Магабгарату".
Жанр епічного фільму охоплює історичні епоси, релігійні епоси та західні епоси, хоча він розколовся на багато інших жанрів та піджанрів.
Жіночий епос досліджував способи, якими жінки-автори адаптували традицію чоловічого епосу для вираження власних героїчних поглядів. Є лицарські епоси з середньовіччя, національні билини та загальнонаціональні епоси. Історії реального життя героїчних фігур також називаються епічними; приклади включають розвідувальні пригоди Ернеста Шеклтона в Антарктиді.